# Svartbrynad papegojnäbb
Svartbrynad papegojnäbb (Suthora atrosuperciliaris) är en asiatisk fågel i familjen papegojnäbbar inom ordningen tättingar. Den förekommer från nordöstra Indien till norra Laos och södra Kina. Arten minskar i antal, men beståndet anses ändå livskraftigt.

## Utseende och levnadssätt
Svartbrynad papegojnäbb är en medelstor tätting med en kroppslängd på 15 centimeter. Liksom andra papegojnäbbar har den en relativt långt stjärt och kraftig, knubbig näbb. Den påminner generellt om den större vitbröstad papegojnäbb med ljus undersida och tämligen enfärgat brun ovansida med rostfärgat huvud och vingpennor. 
Svartbrynad papegojnäbb har dock som namnet avslöjar ett mycket kort svart ögonbrynsstreck, kraftigt hos nominatformen men otydligt hos oatesi (se nedan). Vidare har den till skillnad från ruficeps vitaktig tygel, orangebruna örontäckare samt något kraftigare näbb. Arten förekommer i bambustånd, högt  gräs och snårdjungel.

## Utbredning och systematik
Svartbrynad papegojnäbb delas in i två underarter med följande utbredning:
- Suthora atrosuperciliaris atrosuperciliaris – förekommer från Assam till Myanmar, södra Kina (västra Yunnan), nordvästra Thailand och norra Laos
- Suthora atrosuperciliaris oatesi – förekommer från nordöstra Indien (Darjeeling) till Sikkim

### Släktestillhörighet
Tidigare inkluderades alla papegojnäbbar förutom större papegojnäbb i Paradoxornis. DNA-studier visar dock att större papegojnäbb och den amerikanska arten messmyg (Chamaea fasciata) är inbäddade i släktet. Paradoxornis har därför delats upp i flera mindre släkten. Initialt placerades svartbrynad papegojnäbb i egna släktet Chleuasicus, men detta har sedermera inkluderats i Suthora.

### Familjetillhörighet
DNA-studier visar att papegojnäbbarna bildar en grupp tillsammans med den amerikanska arten messmyg, de tidigare cistikolorna i Rhopophilus samt en handfull släkten som tidigare också ansågs vara timalior (Fulvetta, Lioparus, Chrysomma, Moupinia och Myzornis). Denna grupp är i sin tur närmast släkt med sylvior i Sylviidae och har tidigare inkluderats i den familjen. Enligt sentida studier skilde sig dock de båda grupperna sig åt för hela cirka 19 miljoner år sedan, varför tongivande International Ornithological Congress (IOC) numera urskilt dem till en egen familj, Paradoxornithidae. Denna linje följs här.

## Status och hot
Arten har ett stort utbredningsområde och en stor population, men tros minska i antal till följd av habitatförstörelse och fragmentisering, dock inte tillräckligt kraftigt för att den ska betraktas som hotad. Internationella naturvårdsunionen IUCN kategoriserar därför arten som livskraftig (LC). Världspopulationen har inte uppskattats, men den beskrivs som generellt rätt ovanlig, även om den lokalt kan vara ganska vanlig.